# Paramythiidae
Paramythiidae (лат.) — семейство воробьиных птиц.

## Описание
Представители семейства воробьиных птиц, имеют размеры от маленького до среднего. Самый маленький представитель, Синичий фруктоед имеет длину от 12 до 14 см, и вес около 17-21 г. Самый большой представитель, Хохлатая парамития, достигает в длину 19-22 см, и весит примерно 36-61 г. Изменение размера у представителей семейства Paramythiidae происходит из-за различий в высоте проживания (правило Рапопорта), птицы проживающие выше, имеют больший размер. Оба вида имеют короткие шеи, умеренно длинные и широкие округлые крылья и пухлые тела. Хвосты у двух представителей семейства сильно различаются: у синичьих фруктоедов короткий хвост, а у хохлатых парамитий хвост намного длине. У обоих видов короткий и сильный чёрный клюв сильный.

Оба вида имеют мягкое пуховое оперение, и яркий окрас. У обоих видов спина и крылья зеленые, а хвост серо-голубой. На окраску обоих видов влияет половой диморфизм, мужские особи имеют ярко-желтые пятна на лице, крыльях и груди, а женские особи не имеют этих признаков. Представители обоих полов похожи, но различаются по подвидам.

## Классификация
Международный союз орнитологов относит к семейству 2 рода и 3 вида:
- Синичьи фруктоеды Oreocharis Salvadori, 1876
  - Синичий фруктоед Oreocharis arfaki (A.B. Meyer, 1875)
- Хохлатые парамитии Paramythia De Vis, 1892
  - Хохлатая парамития Paramythia montium De Vis, 1892
  - Paramythia olivacea van Oort, 1910